# Otakar Jaroš
Otakar Jaroš (ur. 1 sierpnia 1912 w Lounach, zm. 8 marca 1943 w pobliżu Sokołowa) – czechosłowacki wojskowy, nadporucznik Wojska Czechosłowacji, Bohater Związku Radzieckiego.

## Życiorys
Ukończył technikum i akademię wojskową. W latach młodzieńczych należał do organizacji skautowskiej. 
W sierpniu 1939 roku wyemigrował do Polski, a potem do Związku Radzieckiego. Był dowódcą kompanii 1 Czechosłowackiego samodzielnego batalionu polowego. Zginął w bitwie pod Sokołowem. Po bitwie został pośmiertnie awansowany do stopnia kapitana i, jako pierwszy obcokrajowiec w historii, wyróżniony tytułem Bohatera Związku Radzieckiego (17 kwietnia 1943). Był także odznaczony Orderem Lenina i Orderem Wojennym Białego Lwa.
W latach 1961–1991 kapitan „Otokar Jarosz” był patronem 5 Kołobrzeskiego pułku piechoty w Szczecinie.